# Kirchherten
Kirchherten ist ein Stadtteil von Bedburg im Rhein-Erft-Kreis, Nordrhein-Westfalen. Ortsbürgermeister für Kirchherten und Grottenherten ist Friedel Moritz (SPD) (Stand Dezember 2020).

## Lage
Kirchherten liegt nordwestlich von Bedburg. Im Ort treffen sich die Landesstraßen 277 und 279. Nordöstlich des Dorfes führt die Bundesautobahn 61 vorbei. Kirchherten lag an der Bahnstrecke Bedburg–Ameln. Der nächstliegende Ort ist Grottenherten.

## Geschichte und Sehenswürdigkeiten

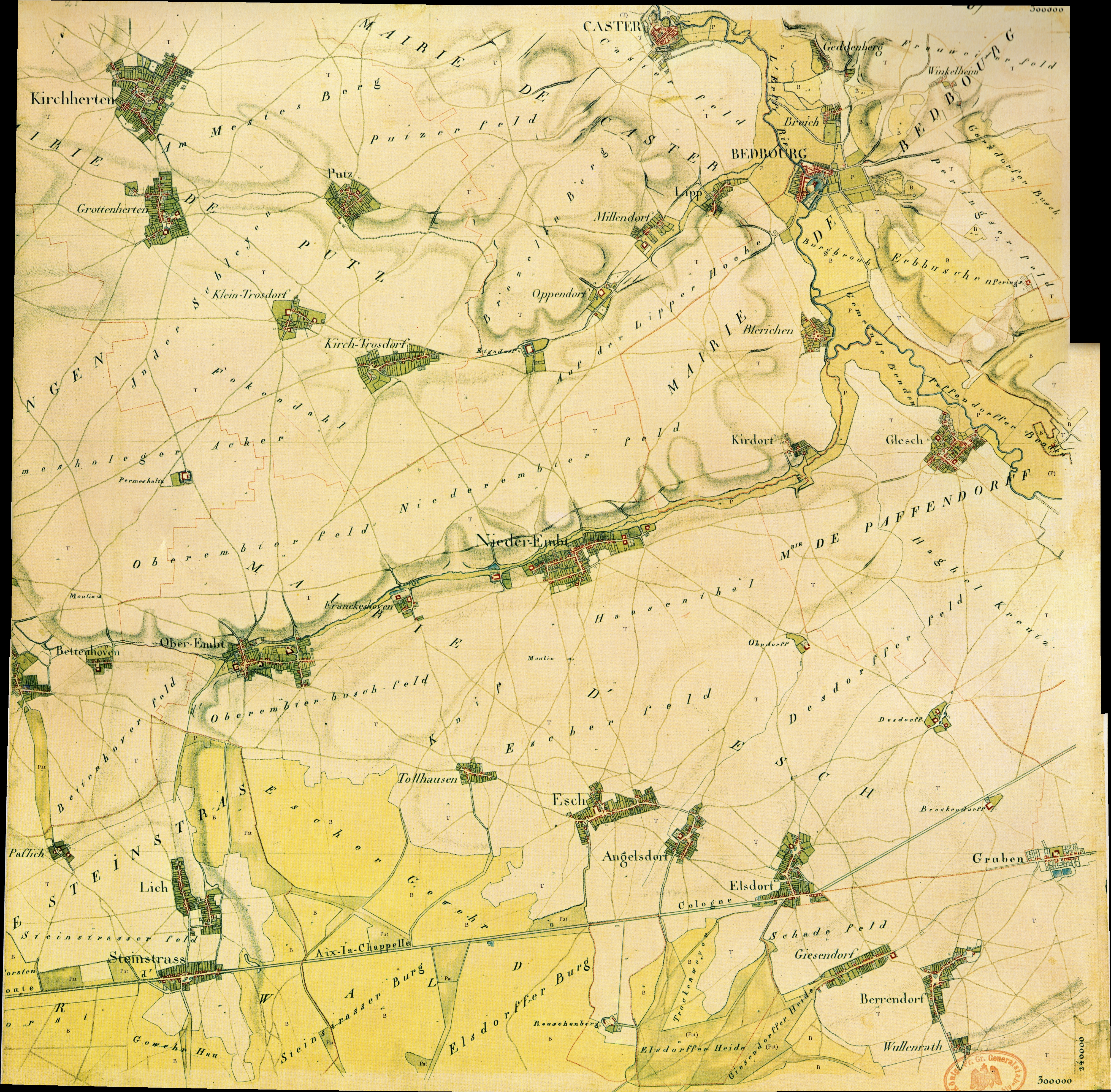
Tranchotkarte von 1806

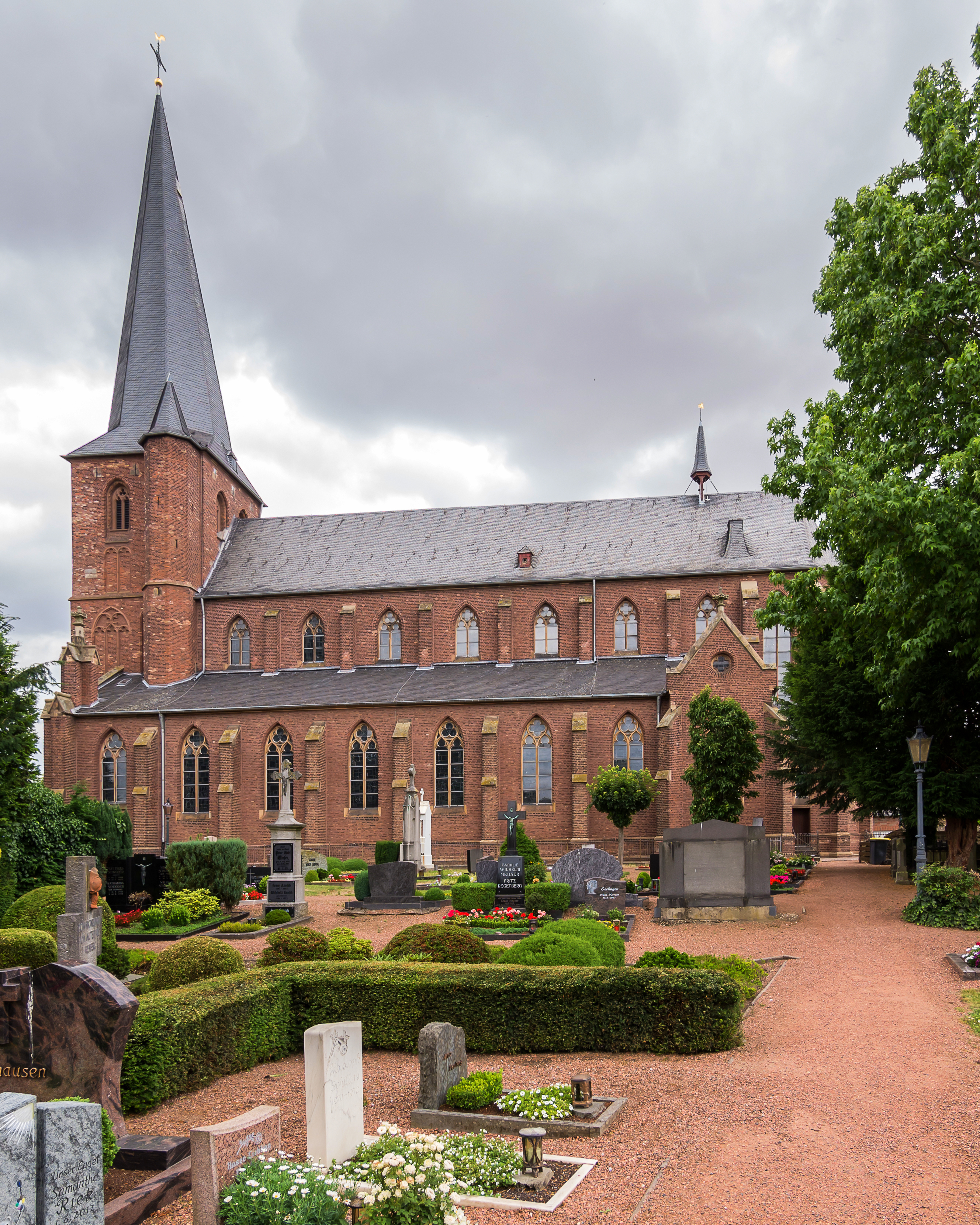
Sankt-Martinus-Kirche

Kirchherten war der Kirchort für die umliegenden Ortschaften, insbesondere für Grottenherten und Pütz. 893 wurde im Prümer Urbar bereits ein Besitz der Abtei Prüm in Hertene ausgewiesen. Die katholische Pfarrkirche St. Martin bezeugt durch das fränkische Patrozinium ihre erste Gründung aus der Merowingerzeit. Der spätgotische Turm aus der Mitte des 15. Jahrhunderts ist noch erhalten. Der neugotische Baukörper wurde 1857–1861 errichtet. Die 2008 restaurierte Orgel von 1876/77 mit 21 Registern stammt aus der Werkstatt des Burtscheider Orgelbauers Georg Stahlhuth.
Die St.-Irmundus-Kapelle steht an einem kleinen Weiher am Hahnerhof etwa zwei Kilometer nordwestlich des Ortes. Zu dieser „Hahnischen Capell“ von 1672, der schon ein mittelalterliches Bauwerk voranging, wurde noch bis ins vergangene Jahrhundert gepilgert.
Die Anfänge der evangelischen – ursprünglich reformierten – Gemeinde reichen bis ins 16. Jahrhundert zurück (Erstmals wurde eine reformierte Gemeinde Kirchherten 1583 im Protokoll einer zu Bedburg gehaltenen Synode erwähnt. Seit 1827 ist die Kirchengemeinde uniert). Ihre zentrale Gottesdienststätte, die Hauskirche Kirchherten, ist die älteste evangelische Kirche im Kreis. Das Gebäude wurde 1684 auf den Grundmauern eines früheren Bauerngehöfts als „Hauskirche“ errichtet. In dieser Bauform sind Gottesdienstraum und Pfarrerwohnung in einem Baukörper vereint. Das Gebäude ist überdeckt von einem verschieferten Walmdach mit vierseitigem Dachreiter von 1827.

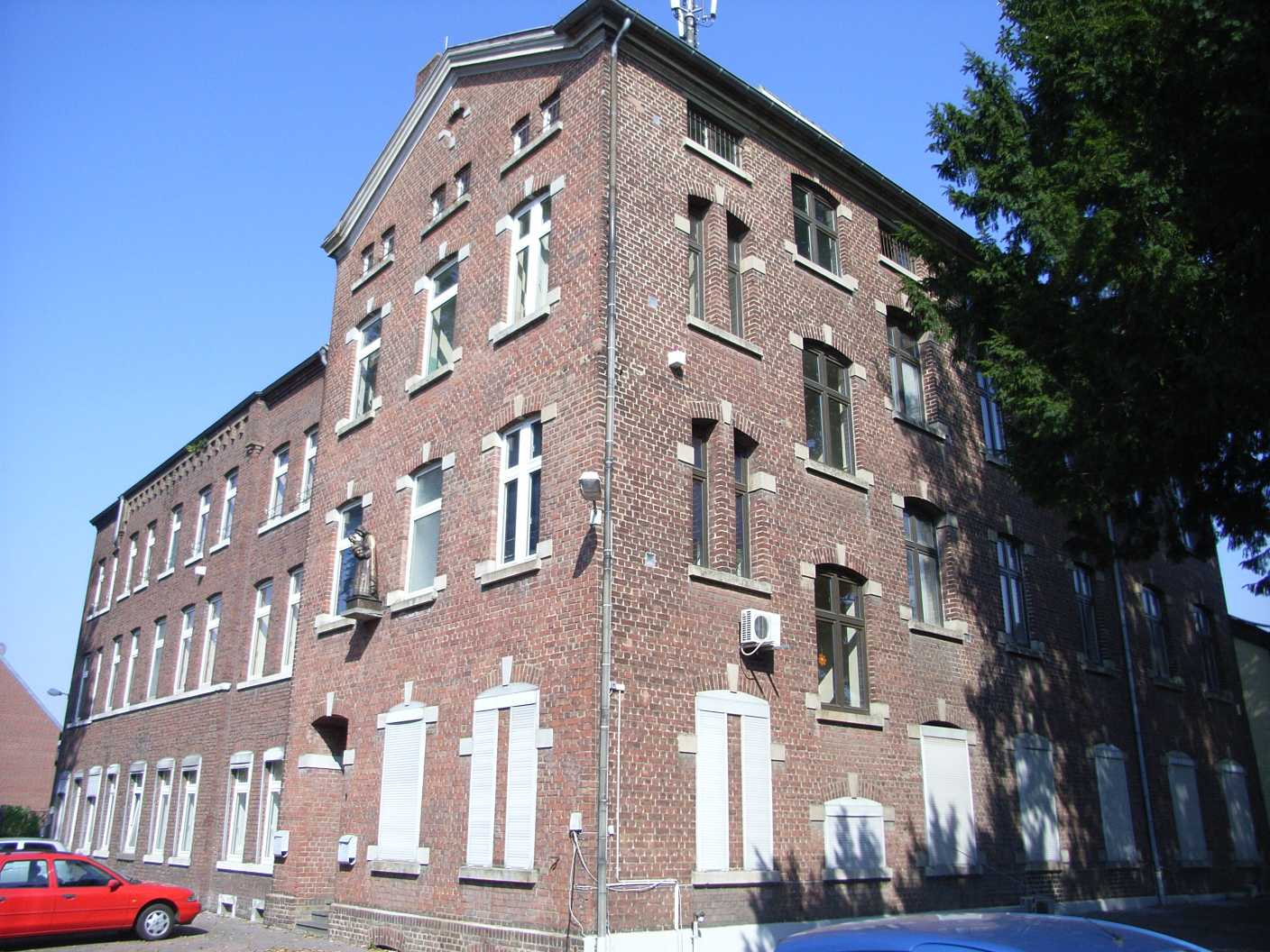
Ehemaliges Klostergebäude

1862 wurde das Kloster Maria Hilf an der Pützer Straße erbaut. Das Backsteingebäude wurde zunächst von Franziskanerinnen aus Bonn und von 1892 bis 1996 von Dominikanerinnen aus Arenberg genutzt. Die Ordensfrauen widmeten sich der Altenpflege und betrieben den Kindergarten.
Das älteste Haus des Ortes steht in der Zaunstraße Nr. 99. Es ist ein zweistöckiger Fachwerkbau aus dem Jahr 1558.

## Bildung
In Kirchherten gibt es zwei Kindergärten, einen der katholischen Kirchengemeinde und einen der Johanniter-Unfall-Hilfe, sowie die Geschwister-Stern-Gemeinschaftsgrundschule.

## Baudenkmäler

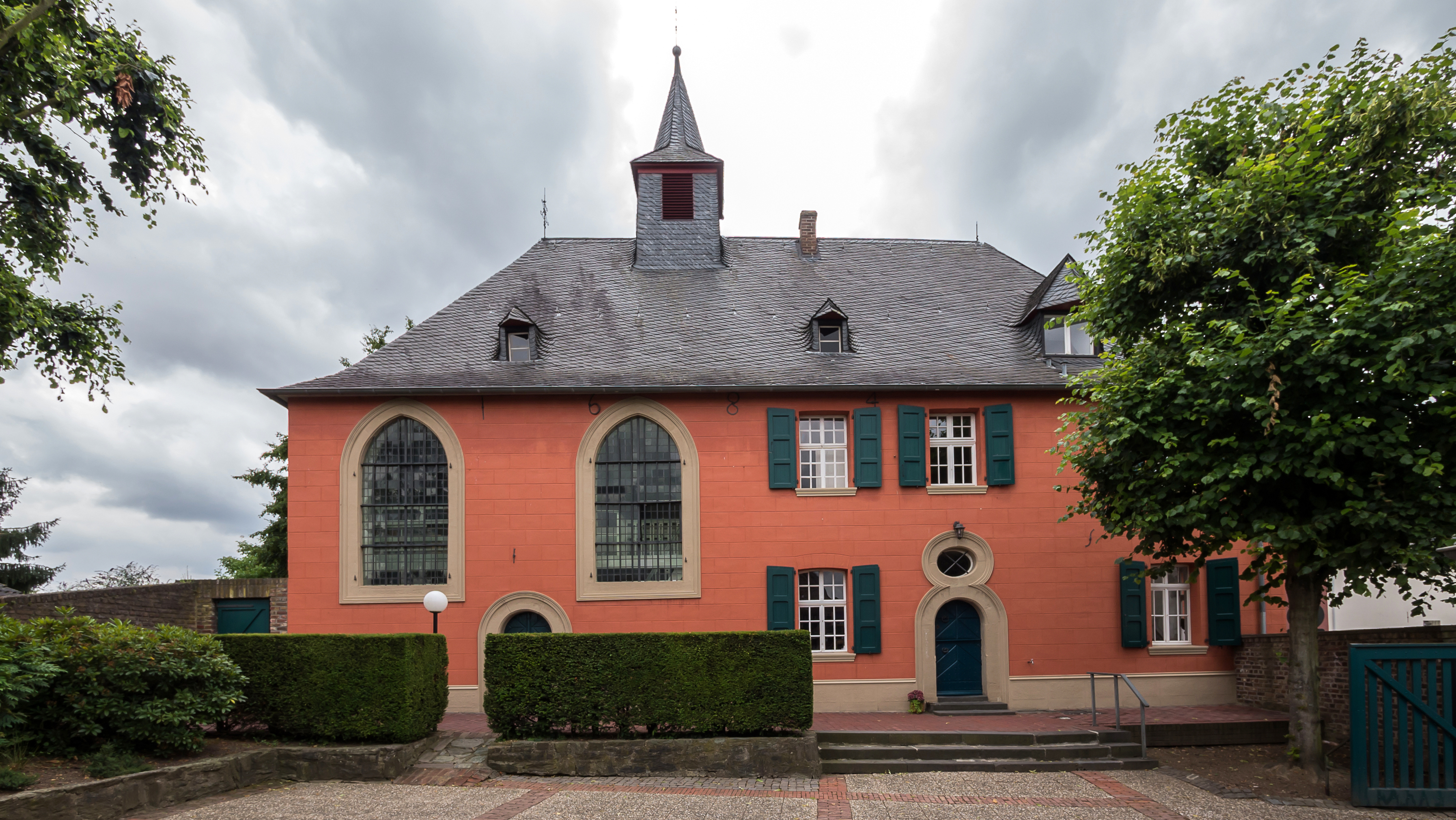
Evangelische Hauskirche

Im Ortskern befindet sich die katholische Pfarrkirche St. Martinus. Es handelt sich um ein neugotisches Bauwerk, erbaut 1857 bis 1861. Der spätgotische Turm an der Westseite stammt aus der Mitte des 15. Jahrhunderts. An der Südseite der Kirche liegt der katholische Friedhof. Von diesem durch eine Mauer getrennt befindet sich unmittelbar hinter dem Chor des Kirchengebäudes der kleine evangelische Friedhof. Am westlichen Ortsrand liegt eine kleine evangelische (ursprünglich: reformierte) Kirche. Erbaut wurde sie im Jahre 1684 als „Hauskirche“, das heißt, Gottesdienstraum und Predigerwohnung sind in einem einzigen Baukörper zusammengefasst. Sie ist die älteste evangelische Kirche im Rhein-Erftkreis.
Im Ort selber sind zahlreiche Wegekreuze, eins davon in der Straße Pulverturm. Am östlichen Ortsausgang in Richtung Pütz befindet sich das ehemalige Kloster Maria-Hilf der Arenberger Dominikanerinnen. Das umfassend sanierte und erweiterte Gebäude beherbergt heute ein privat geführtes Altenheim. Das älteste Wohnhaus am Ort ist das denkmalgeschützte Fachwerkhaus Zaunstraße 99 aus dem Jahr 1558.

## Verkehr
Die VRS-Buslinie 905 der Rhein-Erft-Verkehrsgesellschaft verbindet den Ort mit Bedburg und Königshoven. Zusätzlich verkehren einzelne Fahrten der auf die Schülerbeförderung ausgerichteten Linie 987.
| Linie | Verlauf |
| ----- | --- |
| 905   | Stadtbus Bedburg: Bedburg Bf – Bedburg-West – Kirchtroisdorf – Grottenherten – Kirchherten – Pütz – Königshoven – Kaster – Lipp – Bedburg Rathaus – Bedburg Bf – Blerichen – Kirdorf |
| 987   | Schülerverkehr Bedburg |

## Persönlichkeiten
- Aurelius Arkenau (1900–1991), Dominikanerpater und NS-Gegner
- Robert Dressing (1891–1966), evangelischer Pfarrer der Bekennenden Kirche und NS-Gegner
- Karl Gatzen (1921–1975), Bundestagsabgeordneter